# Hersilia clypealis
Hersilia clypealis är en spindelart som beskrevs av Baehr 1993. Hersilia clypealis ingår i släktet Hersilia och familjen Hersiliidae.
Artens utbredningsområde är Thailand. Inga underarter finns listade i Catalogue of Life.